# Maki Izawa
Maki Izawa (伊沢 磨紀, Izawa Maki), née le 29 novembre 1962 à Tokyo, est une seiyū japonaise.

## Rôles

### Anime
- Re:Zero kara Hajimeru Isekai Seikatsu : Milde Irlam
- Sakura Quest : Chitose Oribe